# Roper Highway
Der Roper Highway ist eine 298 Kilometer lange Fernstraße im Norden des australischen Northern Territory. Sie verbindet Mataranka am Stuart Highway mit der im südöstlichen Arnhemland gelegenen Siedlung Ngukurr und Numbulwar, beide frühere Aborigines-Missionsstationen, an der Küste des Golf von Carpentaria. Von seinem Beginn am Stuart Highway bis zur Siedlung Roper Bar ist der Roper Highway Teil des Savannah Way.

## Verlauf
Die zunächst befestigte Straße zweigt südlich von Mataranka vom Sturt Highway (N1) ab und verläuft südlich des Elsey-Nationalparks nach Osten. Er überquert den Strangways River, durchzieht südlich des namensgebenden Roper River Aboriginesland (Mangarrayi) und erreicht die Station Roper Valley. Nach weiteren ca. 40 Kilometer hört der Asphaltbelag auf und bei Roper Bar überquert die Fernstraße den Roper River und den Wilton River. 33 Kilometer weiter ist Ngukurr erreicht.
Der letzte Streckenabschnitt, lediglich ein Feldweg, führt durch das Arnhemland nach Ost-Nordosten und darf nur mit besonderer Erlaubnis der Behörden befahren werden. Er führt über die Numbulwar Road nach Numbulwar am Ästuar des Rose River.
Der höchste Punkt im Verlauf des Highways liegt auf 164 m, der niedrigste auf 12 m.